# ماغنوس ماتسون
ماغنوس ماتسون (بالدنماركية: Magnus Mattsson)‏ هو لاعب كرة قدم دنماركي، ولد في 25 فبراير 1999 في Marstal ‏ في الدنمارك. لعب مع نادي سيلكيبورج.

## وصلات خارجية
- ماغنوس ماتسون على موقع الاتحاد الأوربي (الإنجليزية)
- ماغنوس ماتسون على موقع قاعدة بيانات كرة القدم.إي يو (الإنجليزية)
- ماغنوس ماتسون على موقع Soccerway.com (الإنجليزية)
- ماغنوس ماتسون على موقع عالم كرة القدم.نت (الإنجليزية)